# ۲۵ (میلادی)
۲۵ (میلادی) بیست و پنجمین سال تقویم میلادی است.

## رویدادها
بر اساس مکان
امپراتوری روم
- امپراتور تیبریوس اختلاف بین مسنیا و اسپارت بر سر آگر دنتلیالس در کوه تایژتوس را حل و فصل کرد و این زمین را به مسنیا اعطا کرد.[۱][۲]
- لوسیوس الیوس سجانوس تلاش ناموفقی برای ازدواج با لیویلا می کند.[۳]

چین
- ۵ اوت - سلسله هان در چین احیا شد و لیو شیو خود را امپراتور گوانگ‌وو از هان اعلام کرد و دوران جیان‌وو (تا سال ۵۶ میلادی) را آغاز نمود.[۴]
- ۲۷ نوامبر - لوئویانگ پایتخت سلسله هوهان یا هان شرقی شد.[۵]

## زادگان
- گایوس جولیوس سیویلیس، رهبر نظامی باتاوی

- کوئینتوس ولوسیوس ساتورنینوس، کنسول روم

## درگذشتگان
- آولوس کرموتیوس کوردوس، مورخ و نویسنده رومی

- گنگشی، امپراتور چین از سلسله هان

- گنائوس کورنلیوس لنتولوس، کنسول روم (متولد 54 قبل از میلاد)

- لوسیوس آنتونیوس، نوه مارک آنتونی (متولد 20 قبل از میلاد)

- لوسیوس دومیتیوس آهنوباربوس، کنسول روم (متولد 49 قبل از میلاد)

- روزی یینگ، امپراتور چینی هان غربی (متولد ۵ پس از میلاد)